# Senatens ekonomiedepartement
Senatens ekonomiedepartement, ursprungligen departementet för allmänna hushållningen, handhade i Finland under den ryska tiden den civila styrelsen och den administrativa lagstiftningen i sista instans, och bildade tillsammans med senatens andra avdelning, justitiedepartementet, den egentliga regeringen. 
Senatens ekonomiedepartement delades på 1860-talet i sju expeditioner: civil-, finans-, kammar-, kommunikations-, militie-, ecklesiastik- och jordbruksexpeditionen. Senare tillkom handels- och industriexpeditionen och justitieexpeditionen, medan militieexpeditionen indrogs.

## Viceordförande för ekonomiedepartementet
- Carl Erik Mannerheim (1822–1826)
- Samuel Fredrik von Born (1826–1828)
- Anders Henrik Falck (1828–1833)
- Gustaf Hjärne (1833–1841)
- Lars Gabriel von Haartman (1841–1858)
- Johan Mauritz Nordenstam (1858–1882)
- Edvard Gustaf af Forselles (1882–1885)
- Werner von Troil (1885–1891)
- Sten Carl Tudeer (1891–1900)
- Constantin Linder (1900–1905)
- Emil Streng (1905)
- Leopold Henrik Stanislaus Mechelin (1905–1908)
- Edvard Immanuel Hjelt (1908–1909)
- August Johannes Hjelt (1909), t.f.
- Anders Wirenius (1909), t.f.
- Vladimir Ivanovitj Markov (1909–1913)
- Mihail Mihailovitj Borovitinov (1913–1917)
- Anders Wirenius (16.03.1917–26.03.1917), t.f.
- Oskari Tokoi (26.3.1917-17.8.1917)
- E. N. Setälä (17.8.1917-27.11.1917), t.f.